# Seznam chráněných území v okrese Rakovník
Toto je seznam chráněných území v okrese Rakovník aktuální k roku 2015, ve kterém jsou uvedena chráněná území v oblasti okresu Rakovník.
| Kód  | Obrázek | Typ  | Název                       | Rozloha (ha) | Galerie Commons                                                 | Popis území | Souřadnice                       |
| ---- | --- | ---- | --------------------------- | ------------ | --------------------------------------------------------------- | --- | -------------------------------- |
| 846  | Cedule na naučné stezce Brdatka u památky | PR   | Brdatka                     | 33,89        | Kategorie „Naučná stezka Brdatka“ na Wikimedia Commons          | Společenstva suťových a skalnatých svahů                                                                                           | 50°2′57″ s. š., 13°53′31″ v. d.  |
| 2460 | Čertova skála | PR   | Čertova skála               | 2,35         | Kategorie „Čertova skála (nature reserve)“ na Wikimedia Commons | Nápadný spilitový skalní útvar | 49°59′52″ s. š., 13°47′32″ v. d. |
| 1225 | Rozkvetlá Červená louka | PR   | Červená louka               | 25,62        | Kategorie „Červená louka“ na Wikimedia Commons                  | Slatiniště a vlhké louky s mokřadními společenstvy                                                                                 | 50°7′55″ s. š., 13°43′10″ v. d.  |
| 1135 | Červený kříž | PR   | Červený kříž                | 12,56        | Kategorie „Červený kříž (nature reserve)“ na Wikimedia Commons  | Subkontinentální doubrava s bohatou květenou                                                                                       | 49°59′31″ s. š., 13°55′44″ v. d. |
|      | Výhled z Louštína | PřP  | Džbán                       | 41 600       | Kategorie „Nature park Džbán“ na Wikimedia Commons              | | 50°15′ s. š., 13°45′ v. d.       |
| 1823 | Skryjská jezírka | PR   | Jezírka                     | 59,00        | Kategorie „Skryjská jezírka“ na Wikimedia Commons               | Významná paleontologická lokalita (skryjsko-týřovické kambrium), významná lesní společenstva                                       | 49°56′51″ s. š., 13°44′58″ v. d. |
| 845  | Pohled podél Berounky k přírodní rezervaci Kabečnice | PR   | Kabečnice                   | 25,51        | Kategorie „Kabečnice“ na Wikimedia Commons                      | Společenstva teplomilných skalnatých strání                                                                                        | 50°1′19″ s. š., 13°57′17″ v. d.  |
| 5864 | Rybník Jezero v PP Kalivody | PP   | Kalivody                    | 6,23         | Kategorie „Kalivody (natural monument)“ na Wikimedia Commons    | Ochrana kuňky obecné a jejího biotopu v podobě soustavy rybníčků obklopených mokřady                                               | 50°12′26″ s. š., 13°49′56″ v. d. |
| 2164 | Balvanové pole na lokalitě | PP   | Krtské skály                | 88,80        | Kategorie „Krtské skály“ na Wikimedia Commons                   | Lesní území s četnými zvětralými skalními výchozy, balvanitými sutěmi i roztroušenými balvany                                      | 50°4′53″ s. š., 13°25′53″ v. d.  |
| 24   | Otročiněves, údolí Habrového potoka | CHKO | Křivoklátsko                | 62 800       | Kategorie „CHKO Křivoklátsko“ na Wikimedia Commons              | | 49°57′32″ s. š., 13°52′50″ v. d. |
| 1221 | Louka v libeňské oboře | PR   | Louky v oboře Libeň         | 10,00        | Kategorie „Louky v oboře Libeň“ na Wikimedia Commons            | Zamokřelé louky s bohatou květenou a společenstva bílých strání                                                                    | 50°10′ s. š., 13°55′4″ v. d.     |
| 2115 | Potok protékající územím | PR   | Luční potok                 | 9,97         | Kategorie „Luční potok (nature reserve)“ na Wikimedia Commons   | Krajinářsky hodnotné území s pestrou mozaikou společenstev a s výskytem kriticky ohrožených a ohrožených druhů rostlin a živočichů | 50°6′20″ s. š., 13°28′11″ v. d.  |
| 1830 | PP Malý Uran | PP   | Malý Uran                   | 18,51        | Kategorie „Malý Uran“ na Wikimedia Commons                      | Skalnaté svahy nad Kosobodským potokem s porostem jalovce obecného                                                                 | 50°6′11″ s. š., 13°31′22″ v. d.  |
| 1086 | Přírodní rezervace Milská stráň při severovýchodním okraji obce Milý, okres Rakovník. Celkový pohled z jižní strany, od silnice Srbeč - Milý, území PR zahrnuje zarostlý svah v pozadí prostřední a pravé části snímku. | PR   | Milská stráň                | 11,10        | Kategorie „Milská stráň“ na Wikimedia Commons                   | Typická společenstva bílých strání s teplomilnou květenou                                                                          | 50°14′6″ s. š., 13°52′30″ v. d.  |
| 844  | Roztoky u Křivoklátu, skála | PR   | Na Babě                     | 23,00        | Kategorie „Na Babě“ na Wikimedia Commons                        | Stepní a lesostepní společenstva Křivoklátska                                                                                      | 50°1′33″ s. š., 13°52′49″ v. d.  |
| 1316 | | PP   | Na Novém rybníce            | 5,37         | Kategorie „Na Novém rybníce“ na Wikimedia Commons               | Rašelinná loučka se vzácnou květenou                                                                                               | 50°9′10″ s. š., 13°52′29″ v. d.  |
| 1087 | Nezabudice, Nezabudické skály a silnice II/201 | PR   | Nezabudické skály           | 22,94        | Kategorie „Nezabudické skály“ na Wikimedia Commons              | Skalnaté svahy, velmi bohatá lokalita plazů                                                                                        | 50°1′24″ s. š., 13°50′35″ v. d.  |
| 1412 | PP Ostrovecká olšina | PP   | Ostrovecká olšina           | 1,87         | Kategorie „Ostrovecká olšina“ na Wikimedia Commons              | Olšiny a mokré louky s bohatou květenou                                                                                            | 50°4′39″ s. š., 13°25′9″ v. d.   |
| 1314 | Rybník Plaviště | PP   | Plaviště                    | 3,00         | Kategorie „Plaviště“ na Wikimedia Commons                       | Mokřadní lokalita se vzácnou květenou                                                                                              | 50°5′12″ s. š., 13°31′16″ v. d.  |
| 1828 | Přírodní rezervace Podhůrka | PR   | Podhůrka                    | 6,33         | Kategorie „Podhůrka“ na Wikimedia Commons                       | Vodní, mokřadní a luční společenstva                                                                                               | 50°8′38″ s. š., 13°53′18″ v. d.  |
| 1088 | Pohled na lokalitu | NPR  | Pochválovská stráň          | 24,30        | Kategorie „Pochválovská stráň“ na Wikimedia Commons             | Bohatá lokalita medvědice lékařské, zimostrázu alpského, přirozených teplomilných křovin                                           | 50°14′3″ s. š., 13°48′29″ v. d.  |
| 1829 | PP Prameny Javornice | PP   | Prameny Javornice           | 1,99         | Kategorie „Prameny Javornice“ na Wikimedia Commons              | Prameniště s bohatou mokřadní květenou                                                                                             | 50°4′30″ s. š., 13°32′9″ v. d.   |
| 1824 | Strom na lokalitě | PR   | Prameny Klíčavy             | 47,84        | Kategorie „Prameny Klíčavy“ na Wikimedia Commons                | Jediné rašelinné prameniště na Křivoklátsku, významná společenstva rostlin a živočichů                                             | 50°8′44″ s. š., 13°49′38″ v. d.  |
| 2125 | PP Přílepská skála | PP   | Přílepská skála             | 7,95         | Kategorie „Přílepská skála“ na Wikimedia Commons                | Ochrana skalnaté krajinné dominanty se zbytky historické těžby arkozového pískovce                                                 | 50°7′18″ s. š., 13°38′39″ v. d.  |
| 1315 | Horní rybník, část přírodní rezervace | PR   | Rybníčky u Podbořánek       | 21,93        | Kategorie „Rybníčky u Podbořánek“ na Wikimedia Commons          | Zbytky mokřadních společenstev | 50°2′32″ s. š., 13°26′39″ v. d.  |
| 5675 | PP Skryjsko-týřovické kambrium | PP   | Skryjsko-týřovické kambrium | 29,77        | Kategorie „Skryjsko-týřovické kambrium“ na Wikimedia Commons    | Paleontologické a geologické lokality kambrické fosilní fauny ve skryjsko-týřovické oblasti Barrandienu                            | 49°58′20″ s. š., 13°46′22″ v. d. |
| 1913 | Částečně zatopený Soseňský lom | PP   | Soseňský lom                | 0,63         | Kategorie „Soseňský lom“ na Wikimedia Commons                   | Zatopený lom s výskytem obojživelníků                                                                                              | 50°4′55″ s. š., 13°31′51″ v. d.  |
| 843  | Svah údolí řeky Berounky, který patří ke Stříbrnému luhu | PR   | Stříbrný luh                | 106,00       | Kategorie „Stříbrný luh“ na Wikimedia Commons                   | Smíšené lesní a křovinné porosty, stepi a skály                                                                                    | 50°0′52″ s. š., 13°53′23″ v. d.  |
| 429  | | PR   | Svatá Alžběta               | 6,23         |                                                                 | Přirozená habrová bučina s lípou                                                                                                   | 50°5′3″ s. š., 13°53′48″ v. d.   |
| 2077 | PR Tankodrom | PR   | Tankodrom                   | 31,17        | Kategorie „Tankodrom“ na Wikimedia Commons                      | Ochrana rostlinných a živočišných společenstev                                                                                     | 50°7′6″ s. š., 13°41′33″ v. d.   |
| 840  | Pohled z oblasti Týřov | NPR  | Týřov                       | 420,00       | Kategorie „Týřov (nature reserve)“ na Wikimedia Commons         | Reprezentativní území Křivoklátska s přirozenými lesy, lesostepí a skalní stepí                                                    | 49°58′50″ s. š., 13°48′7″ v. d.  |
| 850  | U Eremita | PR   | U Eremita                   | 7,80         | Kategorie „U Eremita“ na Wikimedia Commons                      | Bohatá lokalita tisu | 50°0′55″ s. š., 13°51′27″ v. d.  |
| 3418 | Údolí Klíčavy v zimě | PR   | Údolí Klíčavy               | 32,02        | Kategorie „Klíčava“ na Wikimedia Commons                        | Zachovalá společenstva nivních luk, lesních porostů                                                                                | 50°7′15″ s. š., 13°52′57″ v. d.  |
| 477  | Přírodní rezervace V Bahnách | PR   | V Bahnách                   | 8,60         | Kategorie „V Bahnách“ na Wikimedia Commons                      | Menší rašeliniště s typickou květenou                                                                                              | 50°10′30″ s. š., 13°51′40″ v. d. |
| 656  | Slavíkit z oblasti Valachova | PP   | Valachov                    | 2,99         | Kategorie „Valachov“ na Wikimedia Commons                       | Umělá jeskyně po těžbě kamenečných břidlic, naleziště sekundárních minerálů síry                                                   | 50°1′7″ s. š., 13°46′29″ v. d.   |
| 842  | Les na lokalitě | NPR  | Velká Pleš                  | 95,70        | Kategorie „Velká Pleš“ na Wikimedia Commons                     | Reliktní doubrava a otevřené „pleše“ s teplomilnou květenou                                                                        | 49°59′21″ s. š., 13°48′26″ v. d. |
| 851  | Potok Vůznice | NPR  | Vůznice                     | 231,22       | Kategorie „Vůznice (nature reserve)“ na Wikimedia Commons       | Soubor přirozených lesních a lesostepních společenstev Křivoklátska                                                                | 50°1′36″ s. š., 13°59′30″ v. d.  |
| 841  | Skála na lokalitě | PR   | Vysoký tok                  | 8,80         | Kategorie „Vysoký tok“ na Wikimedia Commons                     | Společenstva vrcholových pleší a suťové porosty                                                                                    | 49°59′33″ s. š., 13°51′3″ v. d.  |